# Pterolophia aberrans
Pterolophia aberrans là một loài bọ cánh cứng trong họ Cerambycidae.